# Gołowino (obwód uljanowski)
Gołowino (ros. Головино) – wieś (sieło) w Rosji, w obwodzie uljanowskim, w rejonie nikołajewskim. W 2010 liczyła 503 mieszkańców.